# Gerardo del Río
Gerardo del Río Pérez, (5 de abril de 1925, Navia, Asturias, España-23 de junio de 1999, Barcelona) fue un médico español, conocido por ser considerado el fundador de la nefrología en España.

## Reseña biográfica

### Nacimiento e infancia
Gerardo del Río nació en Navia (Asturias) el 5 de abril de 1925.

### Comienzos
Su formación médica la efectuó en la Facultad de Medicina de Barcelona (se licencia en 1951) y ocupó la plaza de adjunto en el Hospital Clínico en el Servicio de Medicina Interna de Agustín Pedro Pons. Allí efectúa estudios del funcionalismo renal e introduce la técnica de la biopsia renal percutánea que practica, por primera vez en Cataluña, en pacientes con enfermedades renales sistémicas. 
En 1955, con este bagaje nefrológico, se incorpora al primitivo Instituto de Urología y más tarde a la Fundación Puigvert como médico fundador.
En 1959, pionero en la especialidad, puso en marcha la Sección de Nefrología, que bajo su dirección adquirió una personalidad propia, hasta que años después (en 1964) se convirtió en el primer servicio de funcionalidad autónomo del Estado.
Ese mismo año, en 1964, se instalaron los primeros riñones artificiales en la institución.
En 1967 crea el núcleo del Servicio de Nefrología y comienza a tratar con hemodiálisis a los pacientes crónicos.
En 1974, gracias a su labor, la Nefrología se reconoció en España como nueva especialidad médica, y en la Fundación Puigvert, el Servicio de Nefrología se organizó por unidades debido al fuerte crecimiento de la especialidad. 
Entre 1967 y 1992 dirigió el Servicio de Nefrología, fue miembro del Patronato de la Fundación Puigvert y Director de la revista Actas. 
En 1970 se integra en la Universidad Autónoma de Barcelona como profesor encargado de Patología Médica. En sus clases había una inusual atención de los alumnos porque era capaz de exponer de forma clara y concisa los complejos mecanismos fisiopatológicos de la Nefrología. 
Dio clases de patología renal hasta su jubilación en 1992, pero siguió desarrollando su actividad docente en los cursos de postgrado de la Fundación y en diferentes congresos que acudía como ponente invitado.
Desde siempre tuvo un especial interés por las infecciones urinarias y su experiencia hizo que acudiera, hasta meses antes de fallecer, a diversos foros científicos de la especialidad, en donde era considerado un experto mundial en la materia.

### Siguiente etapa
En su última etapa profesional formó parte integrante del Consejo de Dirección Médica y desempeñó la presidencia de los comités técnicos de Infecciones, Farmacia y Ética.
Gerardo del Río dedicó toda su vida profesional a la Fundació Puigvert, dónde falleció el 23 de junio de 1999.

## Vida personal
En su vida personal, a la edad de 21 años contrajo matrimonio con Araceli Faura Muñoz de Toro. Tuvieron tres hijos: Granada, Cristóbal y Carlos, y cuatro nietos: Víctor, Eric, Max y Carla.

## Premios y reconocimientos
Durante su carrera médica recibió numerosas condecoraciones al mérito médico y civil, tanto españolas como extranjeras, entre las que destacan:
- La Orden_Civil_de_Sanidad en categoría encomienda, España 1964
- La Medalla al Trabajo President Macià en 1966
- La Gran Cruz de la Orden Civil de Sanidad en 1973 BOE-A-1973-49023
- La Medalla al Mérito Civil en Argentina
- Comendador de la Orden de la Cruz del Sur del Brasil